# 韩相国
韩相国（6世纪—613年），梁郡（郡治宋城县，今河南省商丘市西南）平民，隋末民变河南起义领袖。
隋炀帝大业九年（613年），当杨玄感起兵攻东都洛阳之际，韩相国举兵响应，被杨玄感任命为河南道元帅，旬月之间聚众十余万人，攻掠郡县。占据襄城县后，听到杨玄感失败的消息，军心不稳，部众溃散，被隋朝官吏擒获，传首东都。